# Кейтарт
Кейтарт (нід. Kuitaart) — село в нідерландській провінції Зеландія. Входить до муніципалітету Гюлст.
Його площа становить 5,59 км², а населення станом на 2021 рік складало 225 осіб.
Перша згадка про населений пункт датується 1469 роком.

## Галерея

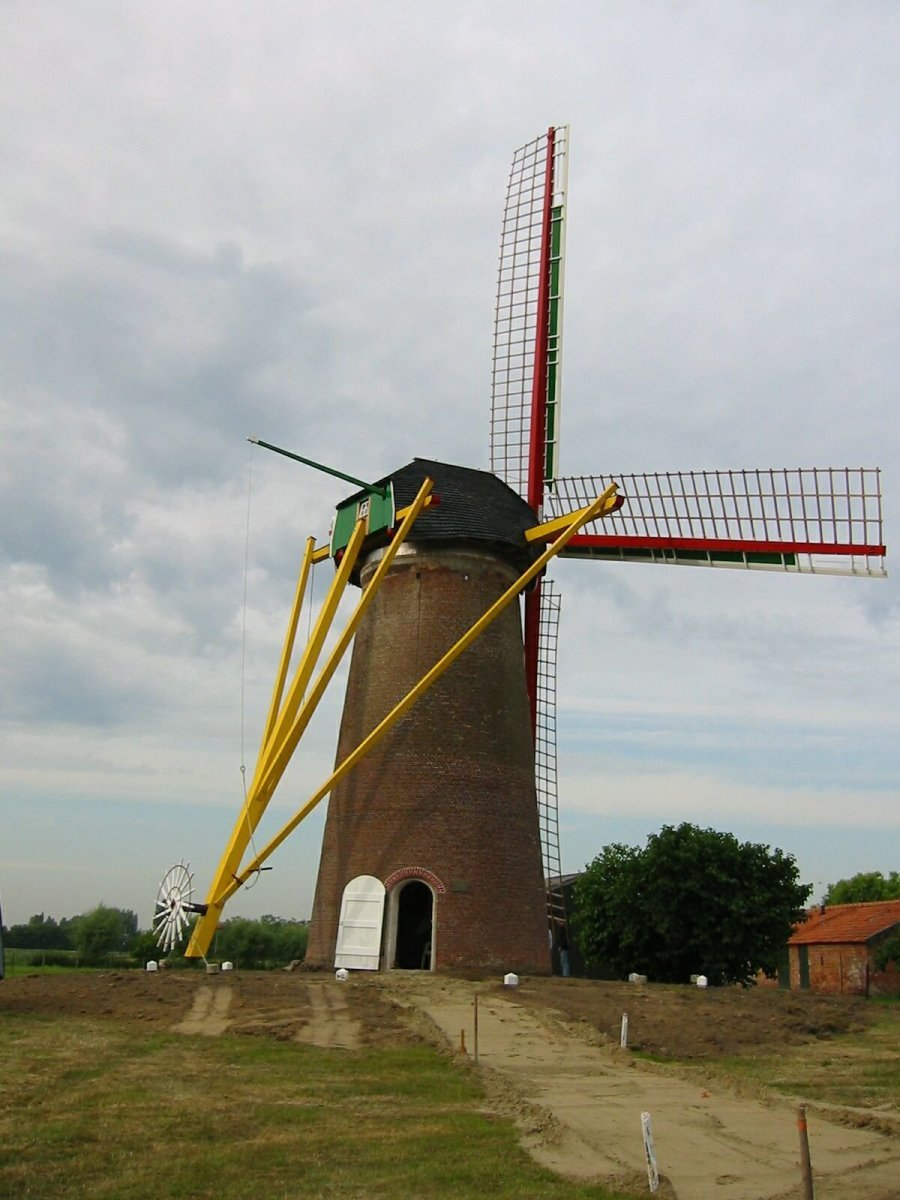
Вітряк Vogelzicht
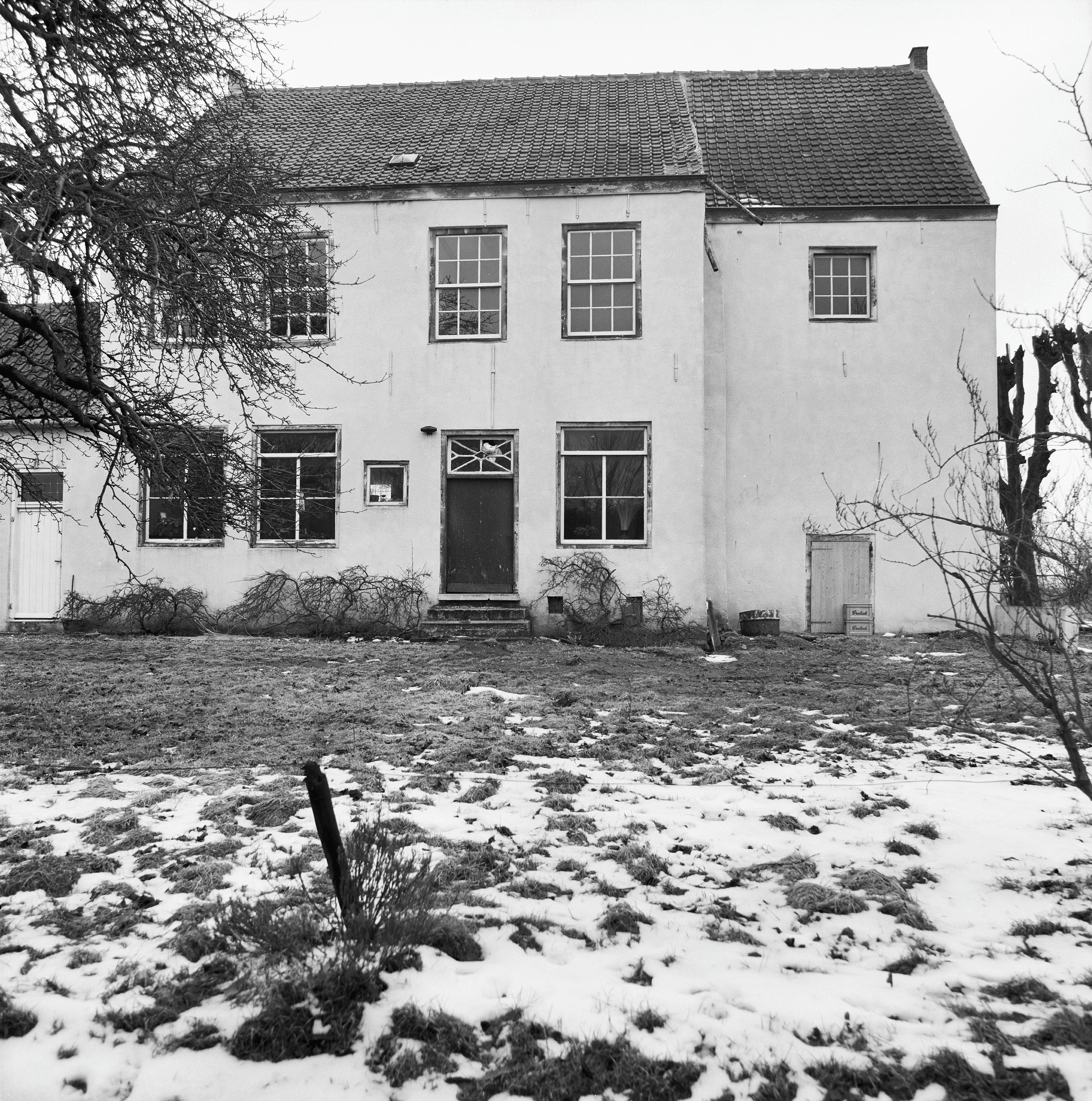
Вілла Lettenburg